# Harun Parlar
Harun Parlar (* 29. März 1945 in Üsküdar, Türkei) ist ein deutsch-türkischer Chemiker, der vor allem über Photochemie, Umweltchemie und -analytik und Lebensmittelanalytik forscht. Er leitete von 1994 bis zum 31. März 2012 den „Lehrstuhl für Chemisch-technische Analyse“ der Technischen Universität München und das Forschungszentrum für Brau- und Lebensmittelqualität. Außerdem war er von Anfang 2009 bis März 2012 Geschäftsführer der „Bayerischen Forschungsallianz“.

## Leben
Parlar studierte Chemie an der Universität Bonn, wo er 1972 bei Friedhelm Korte mit der Arbeit Photochemische Reaktionen der Chlordanderivate promovierte. Anschließend folgte er seinem Doktorvater Korte nach München. Dort übernahm er von 1972 bis 1985 die Leitung der Abteilung Umweltanalytik und Photochemie am Institut für Ökologische Chemie der damaligen „Gesellschaft für Strahlen- und Umweltforschung“ (GSF; heute Helmholtz Zentrum München) am Standort Attaching.
Hier hat er vor allem die photochemischen Reaktionen von Umweltchemikalien (Schwerpunkt: sogenannte Cyclodien-Pestizide wie Chlordan, Aldrin und Toxaphen) erforscht und neue Konzepte für deren Analytik entwickelt, die ihn national und international bekannt machten. In dieser Zeit habilitierte er sich an der Technischen Universität München.
1986 erhielt Parlar einen Ruf an die Universität Kassel auf den Lehrstuhl für Analytische Chemie, den er bis 1994 innehatte. 1990 bis 1992 war er an der Universität Kassel Dekan der Fakultät für Chemie und Biologie.
1994 wurde er an die Technische Universität München als Nachfolger von Friedrich Drawert auf den Lehrstuhl für chemisch-technische Analyse und chemische Lebensmitteltechnologie (Standort: Weihenstephan) berufen. Mitte 2004 wurde Parlar hier zusätzlich Leiter des neuen „Forschungszentrums Weihenstephan für Brau- und Lebensmittelqualität“. Der Lehrstuhl für Chemisch-technische Analyse verfügte bis zu seiner Auflösung 2012 über mehrere Kooperationen mit Firmen und Fachgesellschaften. Parlar war in verschiedenen universitären Länderkommissionen engagiert, so war er Leiter der Forschungsgruppe für Umweltschutz der Hochschulen im Land Hessen.
Am 31. März 2012 trat Parlar in den Ruhestand.
Seine wissenschaftliche Arbeit ist in mehr als 270 Originalpublikationen und mehreren Büchern dokumentiert; er ist auch einer der Autoren des Springer-Umweltlexikons aus dem Jahr 1999 und des Handbook of Environmental Chemistry.
Er erhielt 1987 die „Certificate of Merit“ der International Academy of Environmental Safety, 1988 den Secotox-Award und 1994 den Varian-Award. Parlar ist „Chief Editor“ des „Journal of Advances in Food Sciences“ (AFS) und des „Fresenius Environmental Bulletin“ (FEB). Von 2009 bis April 2012 war er Geschäftsführer der Bayerischen Forschungsallianz (BayFor).
Parlar ist gewähltes Mitglied der New York Academy of Sciences und Mitglied der American Chemical Society. Er erhielt 2007 die Heinz-Maier-Leibnitz-Medaille der TU München und den Elvira-Schecklies-Preis für seine Verdienste um die Kooperation zwischen Wirtschaft und Wissenschaft.

## Verlag
Parlar betreibt unter dem Titel PRT – Parlar Research & Technology UG einen Verlag, der die wissenschaftlichen Zeitschriften Advances in Food Sciences und Fresenius Environmental Bulletin verlegt.

## Monografien (Auswahl)
- mit Daniela Angerhöfer: Chemische Ökotoxikologie. Springer, Berlin u. a. 1991, 2. Auflage 1995, ISBN 3-540-59150-8.